# Котляров, Виталий Михайлович
Виталий Михайлович Котляров (31 августа 1939, Мариуполь, Сталинская область — 13 июля 2005) — советский учёный, директор ВНИИ ветеринарной вирусологии и микробиологии (2000—2005).

## Биография
В 1958 году с отличием окончил Армавирский ветеринарный техникум, в 1964 — Московскую ветеринарную академию по специальности «ветеринарный врач».
Работал в лаборатории бактериологии ВНИИ ветеринарной вирусологии и микробиологии (Покров, Владимирская область): старший лаборант (1964—1966), младший (1966—1970), старший научный сотрудник (1970—1975), заведующий лабораторией (1975—1997). В 1997—2000 годы — заместитель директора по научной работе, в 2000—2005 — директор ВНИИ ветеринарной вирусологии и микробиологии.
В 1990 году окончил школу менеджеров по проблемам маркетинга и управления; в 1996 — усовершенствовался в академии стандартизации и сертификации Госстандарта России по сертификации пищевой продукции и продовольственного сырья.
Похоронен на кладбище «Ракитки».

### Семья
Отец — Михаил Константинович Котляров (1914−1985), из крестьян, имел начальное образование. Участник польской кампании (1939), советско-финской войны (1940), Великой Отечественной войны (1941—1945): участник обороны Киева и Ленинграда, был неоднократно ранен, награждён медалями «За оборону Ленинграда», «За оборону Киева», «За победу над Германией», орденом Отечественной войны 1-й степени; прошёл путь от солдата до майора.
Мать — Надежда Серафимовна (1909—1993), из крестьян, имела начальное образование.
Братья:
- Эдуард (1936−2008), полковник Советской армии, авиатор;
- Пётр (р. 1943) — профессор, доктор медицинских наук, заслуженный врач России; руководитель диагностического отдела Российского научного центра рентгенорадиологии МЗ РФ; автор более 450 статей и 13 монографий по специальности, создатель комплексного направления анализа данных различных методов лучевых исследований.

Жена — Галина Александровна Котлярова (Зыкова, р. 1939), доктор биологических наук; работала в ВНИИ ветеринарной вирусологии и микробиологии; дочери:
- Светлана (р. 1965), акушер-гинеколог;
- Елена (в замужестве Шадури; р. 1972), кандидат медицинских наук, специалист в области ультразвуковой диагностики.

## Научная деятельность
В 1969 году защитил диссертацию на соискание учёной степени кандидата биологических наук. В 1972 году утверждён в учёном звании старшего научного сотрудника по специальности «микробиология».
Основные направления исследований:
- листериоз животных и людей,
- контагиозная плевропневмония КРС,
- пастереллёз.

Практические результаты:
- Разработал комплекс принципиально новых средств и методов диагностики экзотических и особо опасных инфекционных болезней животных и людей (в том числе сибирской язвы, листериоза, контагиозной плевропневмонии крупного рогатого скота), которые внедрены в научно-исследовательских учреждениях и практических диагностических лабораториях Минсельхоза и Минздрава России.
- Разрабатывал способ термического обеззараживания сточных вод и устройства для его осуществления с целью охраны окружающей среды. Стационарная и передвижная установки для обеззараживания сточных вод включены в типовые проекты учреждений Минсельхоза и Минздрава России.
- В 1980−1981 гг. совместно с супругой Г. А. Котляровой сделал открытие «Свойство L-форм listeria monocytogenes вызывать расстройство кроветворения у животных и людей» (диплом на открытие № 83 Международной ассоциации авторов научных открытий на основании результатов научной экспертизы на открытие № А-102 от 12 марта 1998).

Автор более 200 научных работ, в том 32 патентов и авторских свидетельств на изобретения, 10 свидетельств на рационализаторские предложения. Часть его изобретений запатентовано в США, Англии, Франции и Канаде.
Подготовил трёх кандидатов наук.
Представлял Россию в Подкомитете по таксономии листерий Международной ассоциации микробиологических обществ.

## Награды
- медаль «За доблестный труд. В ознаменование 100-летия со дня рождения В. И. Ленина» (1970)
- «Лучший изобретатель сельского хозяйства СССР» (1977)
- орден «Знак Почёта» (1981)
- «Изобретатель СССР» (1985)
- знак «За заслуги в изобретательстве» (1989)
- диплом Всемирной организации интеллектуальной собственности ООН (1989) — за работы в области охраны окружающей среды
- медаль «Ветеран труда» (1999)
- «Заслуженный изобретатель РФ» (1999)
- медаль «В память 850-летия Москвы»
- 5 медалей ВДНХ СССР.